# Pedro Mozos
Pedro Mozos Martínez (Herrera de Valdecañas, Palencia, 22 de febrero de 1915 - Palma de Mallorca, 14 de diciembre de 1982) fue un pintor y dibujante español del siglo XX.
Oriundo de la provincia de Palencia, fue en Madrid donde desarrolló su carrera artística y docente, llegando a formar parte del grupo de artistas de la Escuela de Madrid, durante la posguerra española.

## Biografía
Nació en la localidad de Herrera de Valdecañas, en El Cerrato palentino. Su madre procedía del pueblo de Villaconancio. Su padre murió cuando el futuro artista tenía cuatro años, lo que motivó el traslado de la familia a Madrid. 
Desde joven había mostrado interés por el dibujo y la pintura. En 1933, con diecisiete años, participó en su primera exposición, en el Círculo de Bellas Artes de Madrid, bajo recomendación de Ignacio Zuloaga. Gana entonces el reconocimiento de grandes figuras de la escena cultural española, como Eugenio d'Ors, que escribe elogiosamente sobre Mozos, y posteriormente lo invita a la exposición del Salón de los Once de su Academia Breve de Crítica de Arte. Empieza también su larga carrera de reconocimientos oficiales con la Beca “Fundación Conde de Cartagena”, gracias a la cual visitó Francia, Italia y Marruecos, en 1935. Justo después sobrevino la Guerra Civil Española.
Durante la posguerra comienza a hacer exposiciones individuales (Círculo de Bellas Artes de Madrid; Galería Argos, Barcelona; Galerías Estilo, Madrid; Salones del Diario-Día, en su Palencia natal), que culminan con su primera Antológica, en el Museo Nacional de Arte Moderno en 1954, prueba del prestigio que se iba labrando el pintor en esos años. Inicia también en ese momento una fulgurante trayectoria en bienales y Exposiciones Nacionales, citas imprescindibles para cualquier artista de la época, que le llevaron a obtener la Primera Medalla de la Exposición Nacional de Bellas Artes (en 1952 en la categoría de dibujo y en 1957 en la categoría de pintura) o el Premio de Dibujo de la I Exposición Bienal Hispano-Americana de Arte. Paralela a esta actividad, emprende una carrera como docente, menos expuesta a los vaivenes del gusto y de las modas que el volátil universo artístico; primero, en la Escuela de Artes Aplicadas y Oficios Artísticos de Madrid y después en la Real Academia de Bellas Artes de San Fernando (Catedrático de Dibujo, 1964).
A finales de los años 50, y en las décadas de 1960 y 1970 continúa su consolidación como uno de los más importantes pintores de la escena artística madrileña y nacional. La participación en concursos, exposiciones y certámenes le lleva por esos años a exponer sus obras a nivel internacional, en Londres (The Arts Council Gallery), en la Bienal de Venecia, o en París. Continúa su labor docente en la Universidad Complutense, como Catedrático de Dibujo en la Facultad de Bellas Artes, puesto que desempeñó hasta su muerte.
Ésta le sorprendió mientras pasaba unos días de vacaciones en Mallorca, en septiembre de 1982. Fue el padre del reconocido diseñador y empresario Pedro del Hierro.

## Estilo
Como signo de los tiempos en que vivió, Pedro Mozos se debatió entre dos mundos aparentemente opuestos, la vanguardia y la tradición. Experimentó la llegada de ismos como la abstracción, y la sustitución de Europa por Estados Unidos como centro artístico de primer orden. Su obra muestra esta dicotomía en sus diferentes etapas. Mozos no se adhirió, sin embargo, a ninguna corriente artística determinada y mantuvo una independencia creativa que, como él mismo decía, le costó muchas incomprensiones.

Mantener una postura de distanciamiento es de inteligentes, porque a través de la aproximación a las cosas, la lucha y la entrega, se llega a la desilusión.

Puede decirse que, siendo dibujante de profesión, el dominio de lo lineal posee gran importancia en sus obras. Sin embargo, en ellas la línea, la forma y el volumen se ven sometidos a una geometrización y simplificación que recuerda al Cubismo de origen cezanniano. El cromatismo de sus pinturas tiende a la monocromía, y a colores neutros y silentes como ocres, grises, marrones; blanco y negro, en la línea de autores como Gutiérrez Solana. Como este mismo autor, plasmó la realidad de las gentes humildes y de los bajos fondos madrileños, aunque prescindiendo de la crítica amarga y descarnada presente en las pinturas de Solana.
Temáticamente, sus escenas se debaten entre el costumbrismo, las alegorías, las escenas bucólicas y campestres y una querencia muy marcada por el cuerpo desnudo, sorprendente en el férreo contexto del Franquismo. Precisamente el tratamiento simple, idealizado, con un punto heroico, de los temas harán que sus contemporáneos hablen de él como un "pintor decorativo".
Su admiración por los maestros de la tradición pictórica española, como El Greco, Velázquez, y sobre todo, Goya, a los que remite constantemente en sus obras, es otro de los aspectos que más valoraron sus contemporáneos.

## Obras
La obra de Pedro Mozos se conserva en diversos museos e instituciones públicas españolas, como el Museo Nacional Reina Sofía o el Museo de la Real Academia de Bellas Artes, así como en numerosas colecciones privadas. 
- Paisaje con bañistas, óleo sobre lienzo, 1936. Museo de la Real Academia de Bellas Artes, Madrid.
- Alegoría, o/l, circa 1946. Museo Nacional Centro de Arte Reina Sofía, Madrid.
- Leñadores, o/l, 1956. Museo Nacional Centro de Arte Reina Sofía, Madrid.
- Mujer recostada, o/l, s.f., Colección particular.

## Reconocimientos
En el año 1991, el Centro Cultural Conde-Duque de Madrid le dedicó una gran exposición retrospectiva.
En el año 2015, al cumplirse el centenario de su nacimiento, se celebró una exposición conmemorativa en Herrera de Valdecañas, su pueblo natal, y Baltanás, sede del Museo del Cerrato Castellano, que expone algunas de sus obras.
La periodista María José Landete publicó ese mismo año una biografía del artista, titulada Pedro Mozos, biografía de un pintor.